# Rozhledna Dreverna
Rozhledna Dreverna, litevsky Drevernos apžvalgos bokštas, je rozhledna u ústí řeky Dreverna na pobřeží Kuršského zálivu Baltského moře v západní Litvě. Nachází se na území vesnice Dreverna v seniorátu Priekulė (Priekulės seniūnija) v okrese Klaipėda v Klaipėdském kraji a v Přímořské nížině (Pajurio žemuma).

## Další informace
Rozhledna Dreverna byla slavnostně otevřena v roce 29. května 2015 jako nezastřešená příhradová konstrukce s jednou vyhlídkovou plošinou, výškou 15 m a s vnitřním točitým schodištěm a jednou vyhlídkovou plošinou. Spodní část rozhledny je železobetonová a vrchní část je z konstrukční oceli. Na vyhlídkové plošině se nachází informační panely a lavičky. Rozhledna nabízí výhled na pobřeží Kuršského zálivu a Kuršskou kosu a je celoročně volně přístupná.

## Galerie

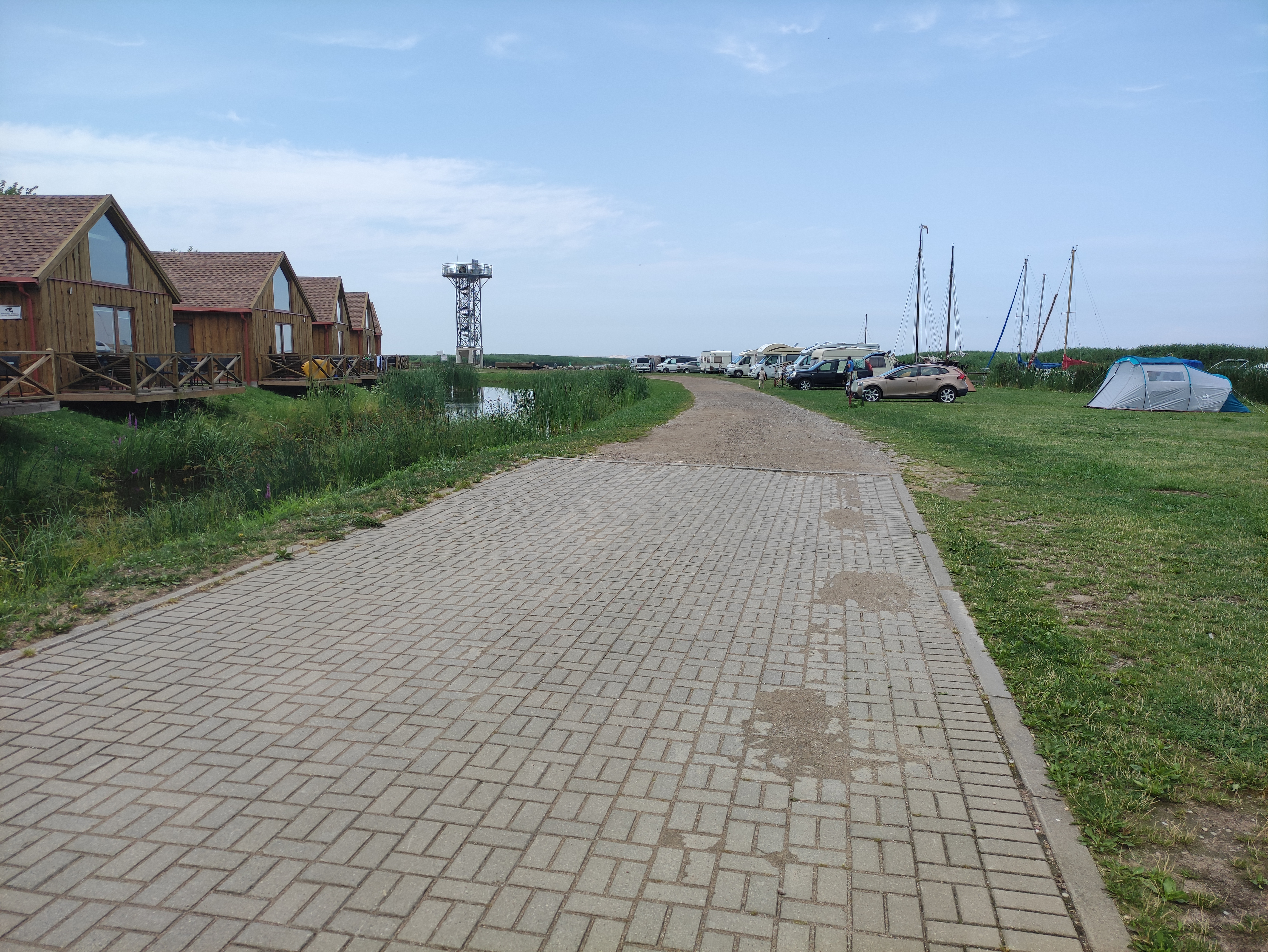
Příjezdová cesta k rozhledně
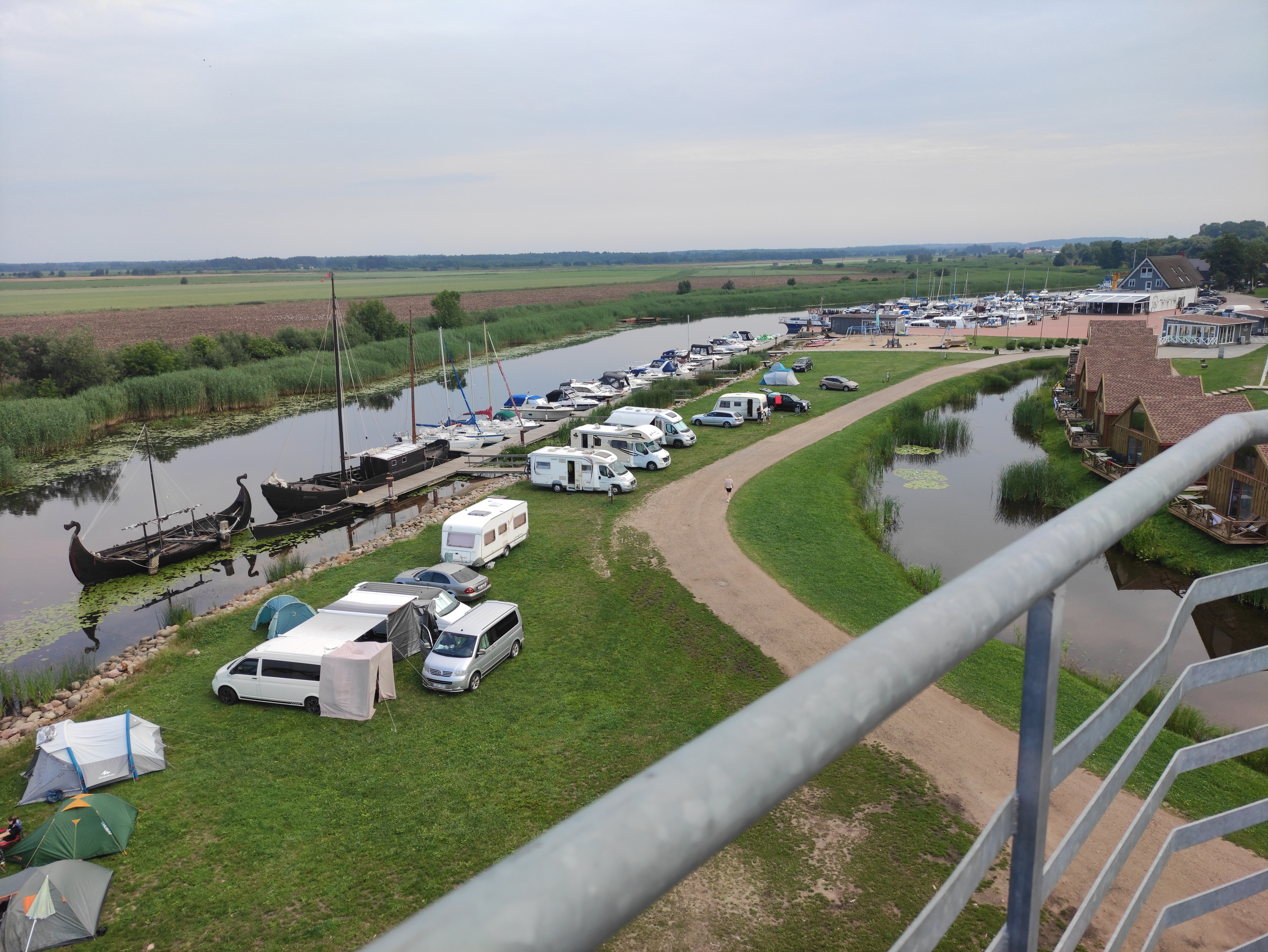
Výhled na autocamp
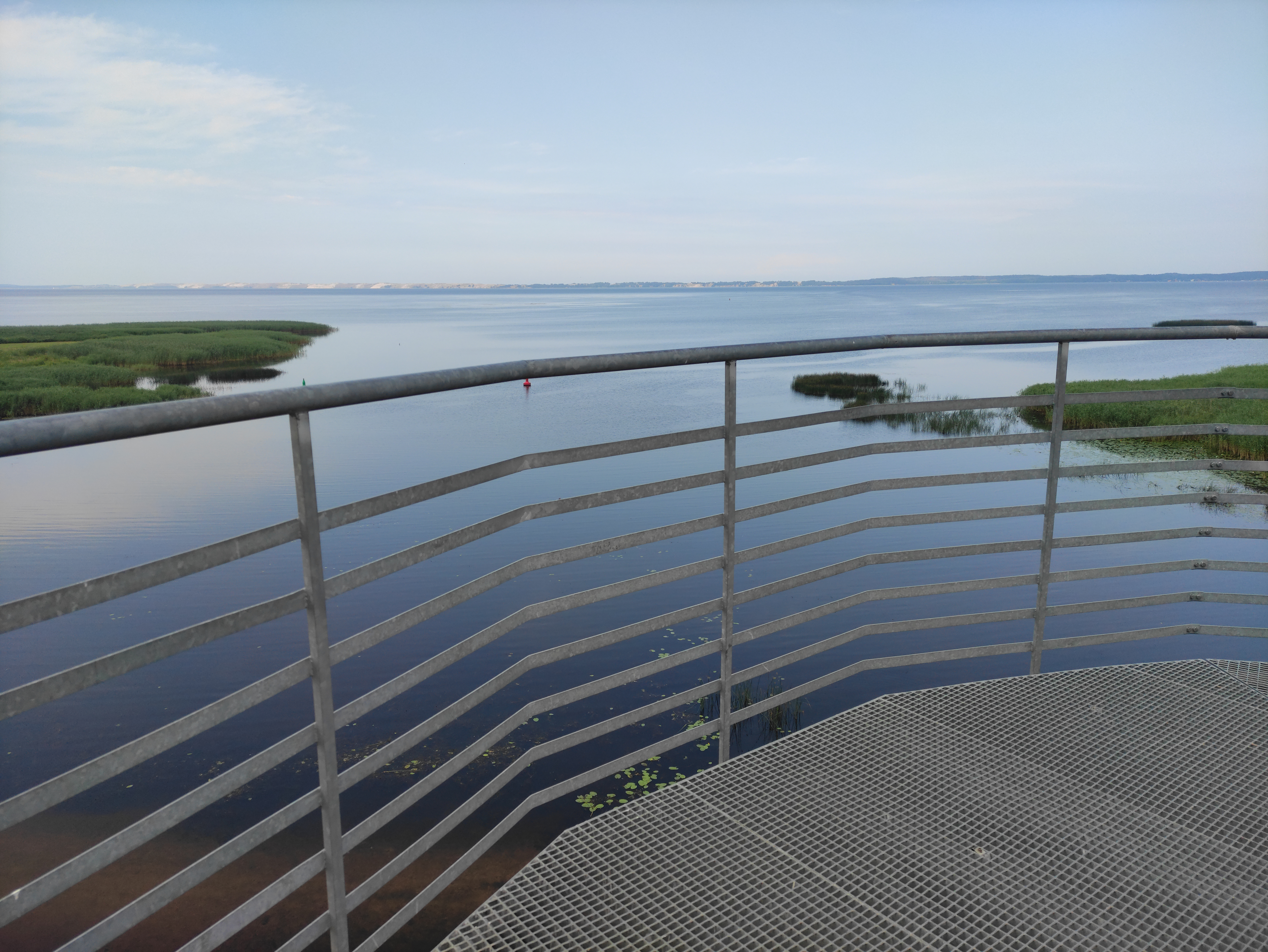
Výhled na Kuršskou kosu